# Diocesi di Villamagna di Proconsolare
La diocesi di Villamagna di Proconsolare (in latino Dioecesis Villamagnensis in Proconsulari) è una sede soppressa e sede titolare della Chiesa cattolica.

## Storia
Villamagna, identificabile con Henchir-Mettich nell'attuale Tunisia, è un'antica sede episcopale della provincia romana dell'Africa Proconsolare, suffraganea dell'arcidiocesi di Cartagine.
Sono due i vescovi documentati di Villamagna. Alla conferenza di Cartagine del 411, che vide riuniti assieme i vescovi cattolici e donatisti dell'Africa romana, prese parte il cattolico Augendo, convertitosi dal donatismo. Cipriano assistette al concilio antimonotelita di Cartagine del 646.
Dal 1933 Villamagna di Proconsolare è annoverata tra le sedi vescovili titolari della Chiesa cattolica; la sede è vacante dal 27 agosto 2022.

## Cronotassi

### Vescovi
- Augendo † (menzionato nel 411)
- Cipriano † (menzionato nel 646)

### Vescovi titolari
- Ernst Tewes, C.O. † (3 luglio 1968 - 16 gennaio 1998 deceduto)
- Carlos García Camader (16 febbraio 2002 - 17 giugno 2006 nominato vescovo di Lurín)
- Gianfranco Ravasi (3 settembre 2007 - 20 novembre 2010 nominato cardinale diacono di San Giorgio in Velabro)
- Fernando Vérgez Alzaga, L.C. (15 ottobre 2013 - 27 agosto 2022 nominato cardinale diacono di Santa Maria della Mercede e Sant'Adriano a Villa Albani)